# Joan Ayné

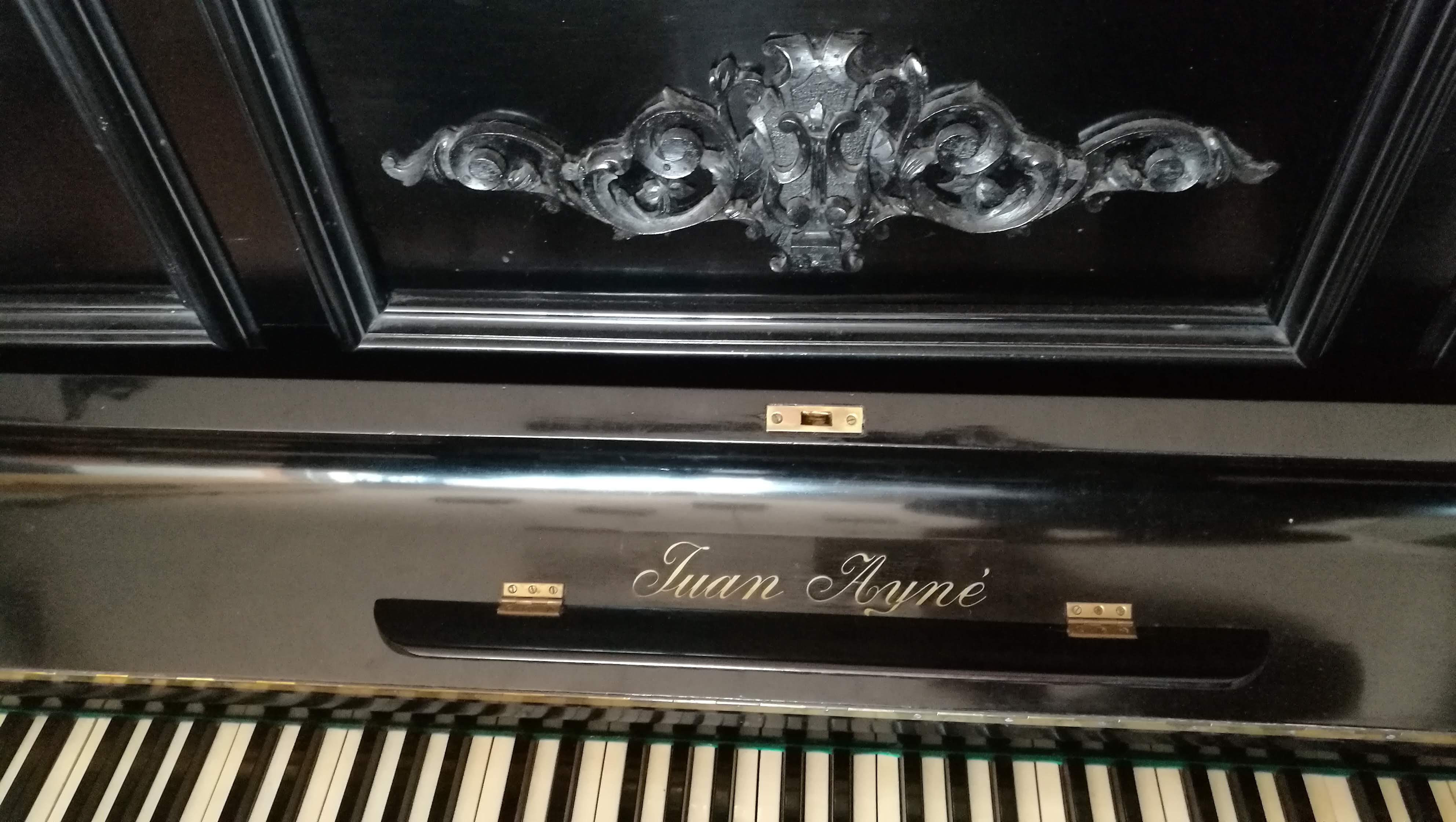

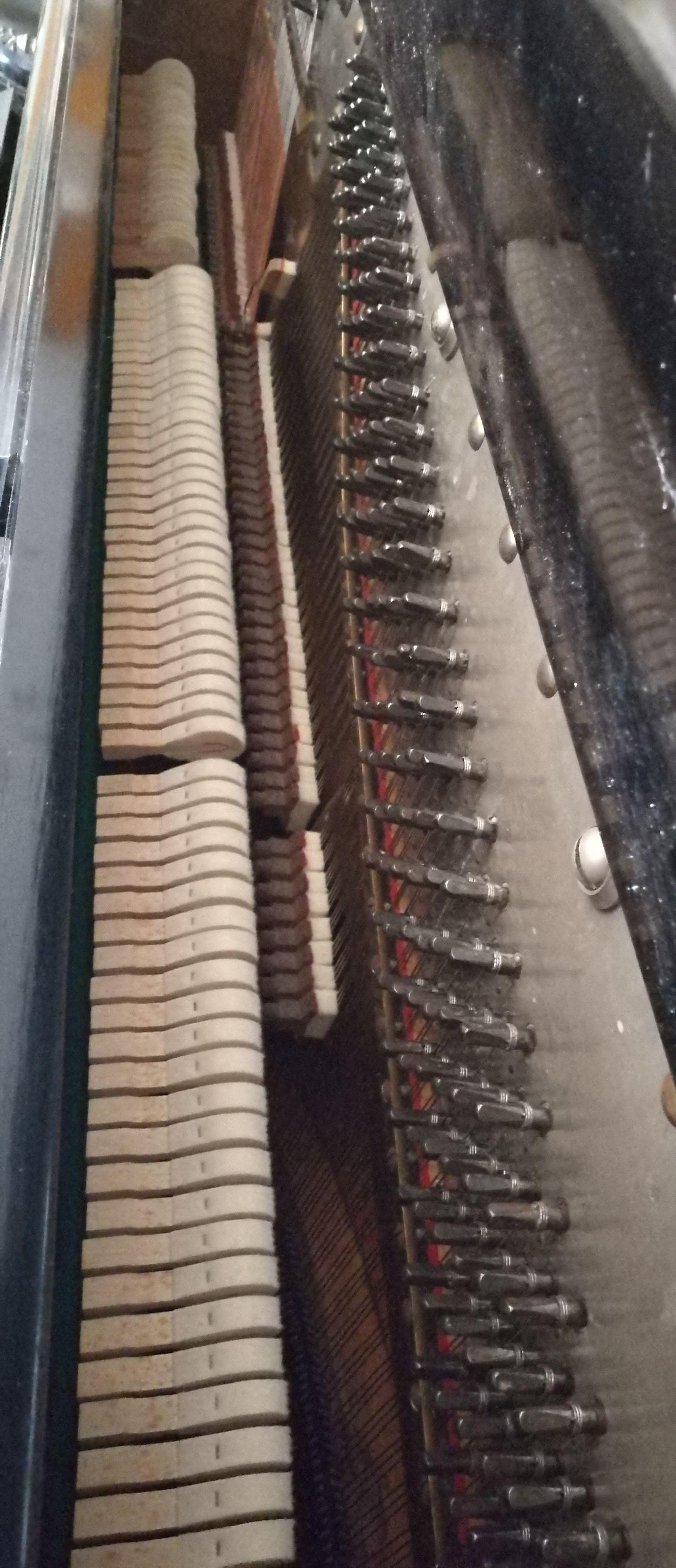

Joan Ayné (Tarragona, segles XIX-XX) va ser un fabricant d'instruments i editor de música. Va néixer a Tarragona tot i que la seu principal del seu negoci, el Saló Ayné (1870), era a Barcelona, al número 51-53 del Carrer Ferran VII (avui dia Carrer Ferran). Tot i això, a Tarragona tenia una sucursal a la rambla de Sant Joan número 40, el Centre d'Institució Musical del Saló Ayné, on s'oferien classes de solfeig, violí, piano i harmònium a càrrec de diferents especialistes com Pau Ricomà Totusaus, Josep Català Rufà, Josep Sabater Domènech o Mn. Echegoyen. També acollia diferents activitats culturals marginals.

Pel que fa a l'edició de partitures, no hi ha notícies de cap activitat anterior al 1883, que és quan va publicar A los toros, peça per a piano del mestre Antoni Urgellés i Granell. Sabem que abans del 1890 hi ha 102 publicacions, per tant, la producció editorial era bastant reduïda; això ens mostra que la construcció i venda d'instruments d'aeròfons, cordòfons (mandolines, guitarres, pianos, etc.), instruments firmats per ell i que alguns dels quals podem veure exposats en el Museu de la Música de Barcelona. Era molt més important la tasca de construcció i venda d'instruments que no pas l'editorial. És per això que molt poc després del 1903, on encara publicava alguna partitura, una gran part d'aquestes va passar a la Casa Dotesio, precedent de la Unió Musical Espanyola, i més tard passà a l'editor de Madrid Ildefonso Alier. Aquest fons editorial estava format sobretot per obres de compositors catalans com Isaac Albèniz, Càndid Candi, Robert Goberna, Franscesc Roca Traveria, Vicent Costa i Nogueras, etc, i sobretot de música de saló per a piano i música vocal religiosa.

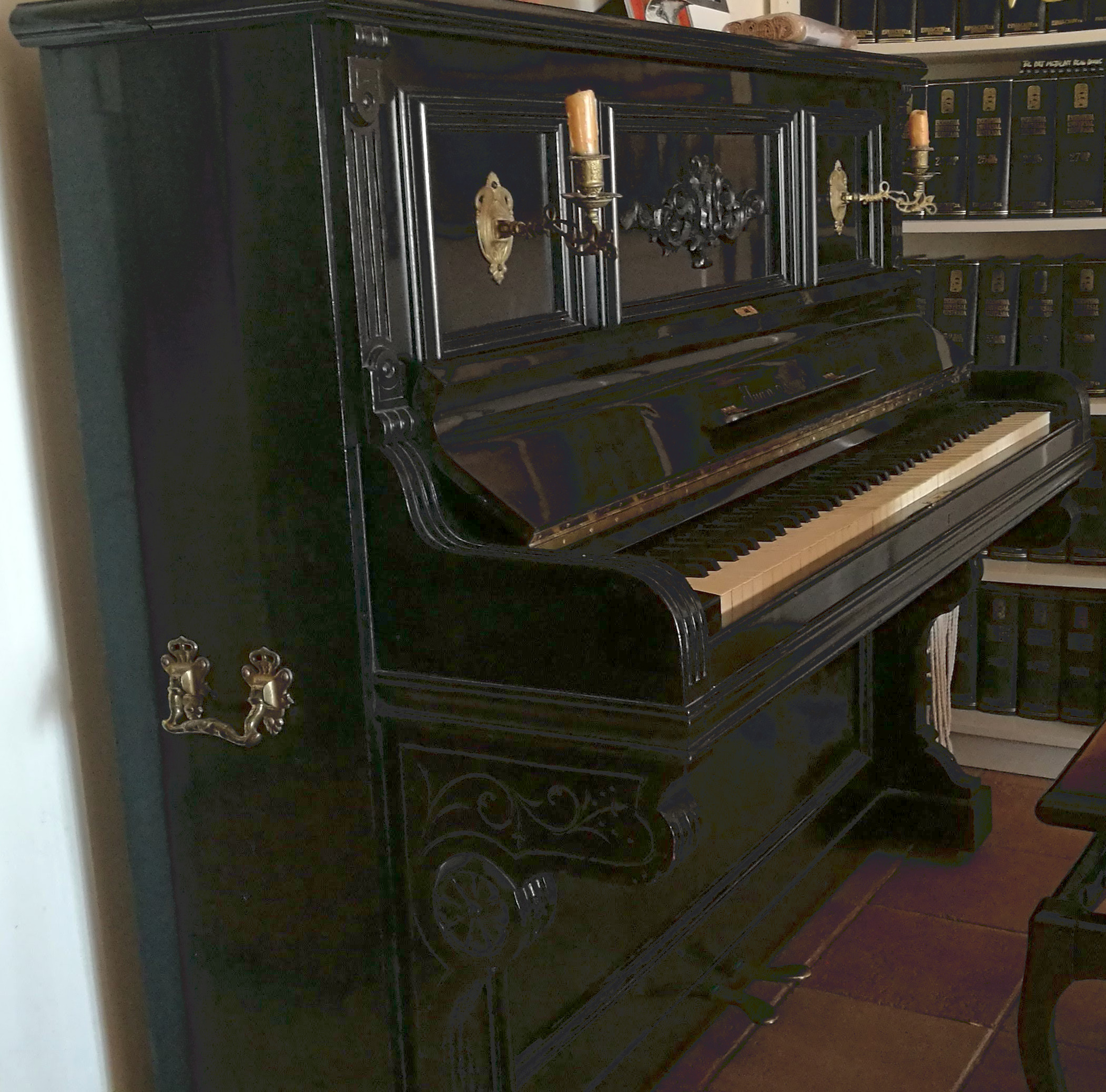